# Medal Służb Ratowniczych
Medal Służb Ratowniczych ang. Emergency Services Medal, skr. ESM) – australijskie cywilne odznaczenie ustanowione 7 lipca 1999.
Przyznawane jest za wybitną służbę  („distinguished service”), członkom wszystkich australijskich służb ratowniczych oraz ludzi zaangażowanych w zarządzanie, treningu i edukację ratowniczą. Mogą je otrzymać zarówno pracownicy stanowych służb ratowniczych, jak i wolontariusze ochotniczych organizacji ratowniczych.
Medal może zostać przyznany jednej osobie tylko raz.
W australijskiej kolejności starszeństwa odznaczeń zajmuje miejsce bezpośrednio po Medalu Pogotowia Ratunkowego, a przed Medalem Więziennictwa.
Osoby odznaczone tym medalem mają prawo umieszczać po swoim nazwisku litery „ESM”.